# جايسون باول (سياسي)
جايسون باول (بالإنجليزية: Jason Powell)‏ هو سياسي أمريكي، ولد في 25 يناير 1978 في ناشفيل في الولايات المتحدة. حزبياً، نشط في الحزب الديمقراطي. وقد انتخب عضو مجلس نواب تينيسي.

## وصلات خارجية
- الموقع الرسمي